# Csajai járás

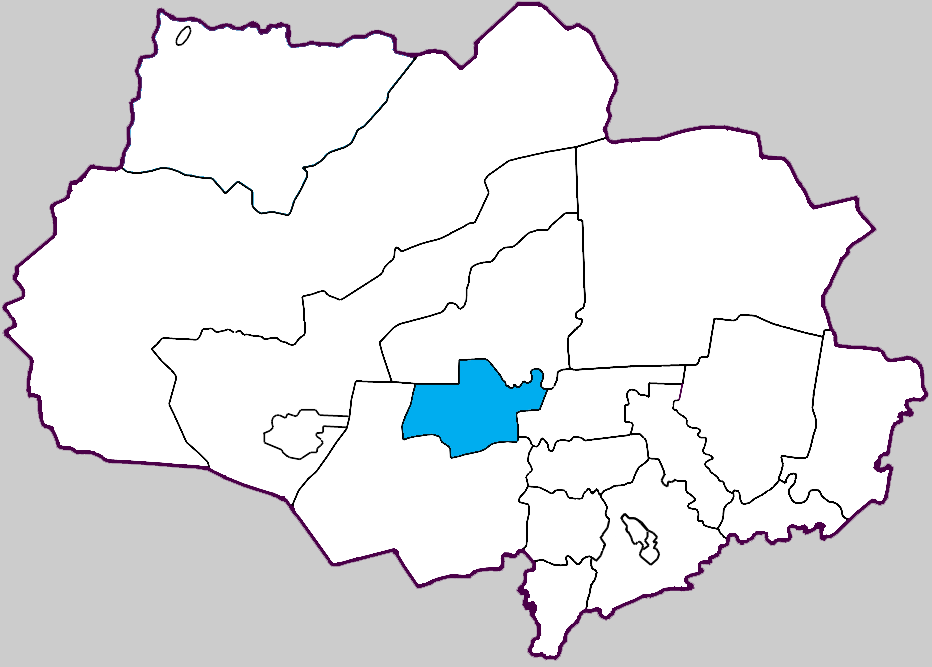
A Csajai járás az Tomszki területen

A Csajai járás (oroszul Чаинский район) Oroszország egyik járása a Tomszki területen. Székhelye Podgornoje.

## Népesség
- 1989-ben 17 325 lakosa volt.
- 2002-ben 13 888 lakosa volt.
- 2010-ben 12 920 lakosa volt.